# Volta a Catalunya de 1931
La Volta a Catalunya de 1931 fou la tretzena edició de la Volta a Catalunya. La prova es disputà en vuit etapes entre el 6 i el 13 de setembre de 1931. El vencedor final fou el valencià Salvador Cardona, per davant del català Marià Cañardo i l'italià Aleardo Simoni.
120 ciclistes van prendre la sortida en aquesta edició de la Volta a Catalunya. Destaca l'absència dels ciclistes belgues al complet en la sortida, tot i estar inscrits per sortir. Per primera vegada la Volta es planteja fer etapes fora del territori català. La segona etapa té final a Alcanyís i per la cinquena, tot i estar prevista una etapa per terres de la Catalunya Nord finalment aquesta no es pogué dur a terme per la negativa del governador de la zona a deixar passar-hi la cursa i els seguidors provinents des de Catalunya. Com a resultat el dia previst per fer aquesta etapa fou un dia de descans, a Ripoll, i l'endemà s'hagué de modificar l'etapa prevista, prenent la sortida des de Ripoll per anar cap a Olot i Figueres (Alt Empordà), per enllaçar amb el recorregut previst inicialment per l'organització.
Durant les quatre primeres etapes hi hagué una enorme igualtat entre Salvador Cardona i Marià Cañardo, però en la cinquena etapa, entre Ripoll i Terrassa, Cañardo va tenir un mal dia, perdent més d'un minut respecte a Cardona, el qual passà a liderar la cursa. Cañardo fou sancionat amb cinc minuts en la setena etapa per haver acceptat beguda d'un cotxe seguidor, cosa que li va fer perdre tota opció a guanyar la seva cuarta edició de la Volta.
61 ciclistes acabaren la cursa.

## Classificació final
| Pos. | Ciclista                 | Club                        | Temps        |
| ---- | ------------------------ | --------------------------- | ------------ |
| 1    | Salvador Cardona         | Guidon Bayonnais            | 54h 48' 42"  |
| 2    | Marià Cañardo            | FC Barcelona                | + 4' 45"     |
| 3    | Aleardo Simoni           | Ganna                       | + 11' 14"    |
| 4    | Aristide Cavallini       | Dei                         | + 18' 30"    |
| 5    | Josep Nicolau i Balaguer | Club Deportiu Mallorca      | + 26' 26"    |
| 6    | Cipriano Elys            | Guidon Esportif Carcasonais | + 32' 33"    |
| 7    | Ettore Balmanion         | Frejus                      | + 49' 03"    |
| 8    | Valeriano Riera          |                             | + 51' 21"    |
| 9    | Antoni Escuriet          |                             | + 1h 04' 55" |
| 10   | Amulio Viarengo          |                             | + 1h 05' 22" |

## Etapes
| Etapa | Data           | Recorregut           | km     | Guanyador              | Líder                 |
| ----- | -------------- | -------------------- | ------ | ---------------------- | --------------------- |
| 1a    | 6 de setembre  | Barcelona - Reus     | 174 km | Salvador Cardona       | Salvador Cardona      |
| 2a    | 7 de setembre  | Reus - Alcanyís      | 239 km | Marià Cañardo Lacasta  | Marià Cañardo Lacasta |
| 3a    | 8 de setembre  | Alcanyís - Montblanc | 194 km | Salvador Cardona       | Marià Cañardo Lacasta |
| 4a    | 9 de setembre  | Montblanc - Ripoll   | 226 km | Marià Cañardo Lacasta  | Marià Cañardo Lacasta |
| 5a    | 10 de setembre | Ripoll - Perpinyà    | 170 km | anul·lada              | Marià Cañardo Lacasta |
| 6a    | 11 de setembre | Ripoll - Terrassa    | 242 km | Salvador Cardona       | Salvador Cardona      |
| 7a    | 12 de setembre | Terrassa - Manresa   | 176 km | Ettore Balmanion       | Salvador Cardona      |
| 8a    | 13 de setembre | Manresa - Barcelona  | 134 km | Vicente Cebrián Ferrer | Salvador Cardona      |

### Etapa 1 Barcelona - Reus. 174,0 km
|   | Ciclista         | Temps      |
| - | ---------------- | ---------- |
| 1 | Salvador Cardona | 6h 35' 07" |
| 2 | Cipriano Elys    | + 08"      |
| 3 | Valeriano Riera  | + 13"      |

|   | Ciclista         | Temps      |
| - | ---------------- | ---------- |
| 1 | Salvador Cardona | 6h 35' 07" |
| 2 | Cipriano Elys    | + 08"      |
| 3 | Valeriano Riera  | + 13"      |

### Etapa 2. Reus - Alcanyís. 239,0 km
|   | Ciclista           | Temps      |
| - | ------------------ | ---------- |
| 1 | Marià Cañardo      | 9h 49' 10" |
| 2 | Aristide Cavallini | + 02"      |
| 3 | Ettore Balmanion   | + 04"      |

|   | Ciclista           | Temps       |
| - | ------------------ | ----------- |
| 1 | Marià Cañardo      | 16h 24' 30" |
| 2 | Aristide Cavallini | + 02"       |
| 3 | Salvador Cardona   | + 15"       |

### Etapa 3. Alcanyís - Montblanc. 194,0 km
|   | Ciclista           | Temps      |
| - | ------------------ | ---------- |
| 1 | Salvador Cardona   | 7h 07' 35" |
| 2 | Marià Cañardo      | m. t.      |
| 3 | Aristide Cavallini | + 07' 32"  |

|   | Ciclista           | Temps       |
| - | ------------------ | ----------- |
| 1 | Marià Cañardo      | 23h 32' 05" |
| 2 | Salvador Cardona   | + 15"       |
| 3 | Aristide Cavallini | + 07' 34"   |

### Etapa 4. Montblanc - Ripoll. 224,0 km
|   | Ciclista           | Temps      |
| - | ------------------ | ---------- |
| 1 | Marià Cañardo      | 9h 30' 35" |
| 2 | Aristide Cavallini | m. t.      |
| 3 | Salvador Cardona   | m. t.      |

|   | Ciclista           | Temps       |
| - | ------------------ | ----------- |
| 1 | Marià Cañardo      | 33h 02' 40" |
| 2 | Salvador Cardona   | + 15"       |
| 3 | Aristide Cavallini | + 07' 34"   |

### Etapa 5. Ripoll - Perpinyà. 170,0 km
|   | Ciclista           | Temps       |
| - | ------------------ | ----------- |
| 1 | Marià Cañardo      | 33h 02' 40" |
| 2 | Salvador Cardona   | + 15"       |
| 3 | Aristide Cavallini | + 07' 34"   |

### Etapa 6. Ripoll - Terrassa. 242,0 km
|   | Ciclista         | Temps      |
| - | ---------------- | ---------- |
| 1 | Salvador Cardona | 8h 22' 50" |
| 2 | Aleardo Simoni   | + 03"      |
| 3 | Josep Nicolau    | + 01' 57"  |

|   | Ciclista         | Temps       |
| - | ---------------- | ----------- |
| 1 | Salvador Cardona | 41h 25' 15" |
| 2 | Marià Cañardo    | + 52"       |
| 3 | Aleardo Simoni   | + 08' 49"   |

### Etapa 7. Terrassa - Manresa. 176,0 km
|   | Ciclista         | Temps      |
| - | ---------------- | ---------- |
| 1 | Ettore Balmanion | 8h 21' 46" |
| 2 | Hermann Müller   | m. t.      |
| 3 | Amulio Viarengo  | m. t.      |

|   | Ciclista         | Temps       |
| - | ---------------- | ----------- |
| 1 | Salvador Cardona | 49h 17' 22" |
| 2 | Marià Cañardo    | + 05' 52"   |
| 3 | Aleardo Simoni   | + 10' 49"   |

### Etapa 8. Manresa - Barcelona. 134,0 km
|   | Ciclista               | Temps      |
| - | ---------------------- | ---------- |
| 1 | Vicente Cebrián Ferrer | 5h 30' 12" |
| 2 | Marià Cañardo          | + 01"      |
| 3 | Aristide Cavallini     | + 05"      |

|   | Ciclista         | Temps       |
| - | ---------------- | ----------- |
| 1 | Salvador Cardona | 54h 48' 42" |
| 2 | Marià Cañardo    | + 04' 45"   |
| 3 | Aleardo Simoni   | + 11' 14"   |